# Ioan P. Mihăescu
Ioan P. Mihăescu (n. 1886) a fost un general român care a îndeplinit funcții de comandă în Armata Română în timpul celui de-al Doilea Război Mondial. Generalul Ioan P. Mihăescu s-a retras din armată în 1942. 

## Decorații
- Ordinul „Steaua României” în gradul de Ofițer (9 mai 1941)[1]

## Legături externe
- en  „Biography of Brigadier-General P. Ioan Mihăescu ( – ), Romania”, Generals.dk, accesat în 16 iunie 2018